# Thabiso Ralekhetla
Thabiso Ralekhetla (* 3. März 1960) ist ein lesothischer Marathonläufer.
Bei den Olympischen Spielen 1996 in Atlanta lief er in 2:18:26 h auf Rang 29 ein. 1997 belegte er bei den Halbmarathon-Weltmeisterschaften in Košice, für die er sich mit einer Halbmarathon-Zeit von 1:06:01 h qualifiziert hatte, den 107. Platz in 1:07:17 h. Bei den Commonwealth Games 1998 in Kuala Lumpur wurde er Achter in 2:22:47 h.
Seine persönliche Bestzeit im Marathon wird mit 2:17:40 h bzw. mit 2:17:34 h angegeben.